# Ajahn Sucitto
Ajahn Sucitto,  o Bhikkhu Sucitto (Londra, 4 novembre 1949), è un monaco buddista britannico theravada.
Fa parte del Sangha thailandese dei Monaci della Foresta. Egli è stato, tra il 1992 e il 2014, abate del monastero di Cittaviveka, o Monastero di Chithurst. Nato a Londra, fu ordinato in Thailandia nel Marzo 1976. Ritornato in patria nel 1978 divenne discepolo di Ajahn Sumedho presso il Vihara buddista di Hampstead. Nel 1979 fu uno tra i pochi monaci che, guidati da Ajahn Sumedho, stabilirono il Monastero buddista di Chithurst, nel West Sussex. Nel 1981 fu mandato nel Northumberland per stabilire un piccolo monastero ad Harnham, che in seguito divenne l'Aruna Ratanagiri. Nel 1984 insieme ad Ajahn Sumedho stabilì il monastero buddista Amaravati nell'Hertfordshire. Nel 1992 fu nominato abate del Cittaviveka. Il 26 Ottobre 2014, diede le sue dimissioni, preferendo dedicare più tempo ed energie all'insegnamento.
L'opera principale di Ajahn Sucitto è relativa all'insegnamento, alla scrittura e alla pubblicazione di dottrine buddiste.

## Biografia
Prima di iniziare la sua vita monastica, Ajahn Sucitto si laureò in Lettere presso l'Università di Warwick, nel 1971. Avvicinatosi alla cultura "alternativa" dilagante in quegli anni, intraprese nel 1974 un viaggio spirituale in India. Nel 1975 finì in Thailandia, dove fu iniziato alla meditazione presso il Wat Meung Maung da un monaco inglese, Phra Alan Nyānavajīro. Gli insegnamenti di Phra Nyānavajīro erano basati sul sistema "Mahasi Sayadaw" (anche noto come "satipaṭṭhāna Birmano"). Sentitosi ad un'importante tappa del suo viaggio spirituale, entrò nel monastero di Phra Nyānavajīro: il Wat Kiriwong a Nakhon Sawan, e lì divenne un bhikkhu (monaco buddista).
Durante un soggiorno presso il Wat Umong di Chiang Mai, nel Dicembre 1976, Sucitto entrò in contatto con Ajahn Sumedho, anch'egli di passaggio. Questo fu un fortunato incontro: infatti nel 1978 Sucitto sarebbe divenuto un suo discepolo presso il monastero di Hampstead, in Inghilterra.